# تهجير الفلسطينيين في القدس الشرقية

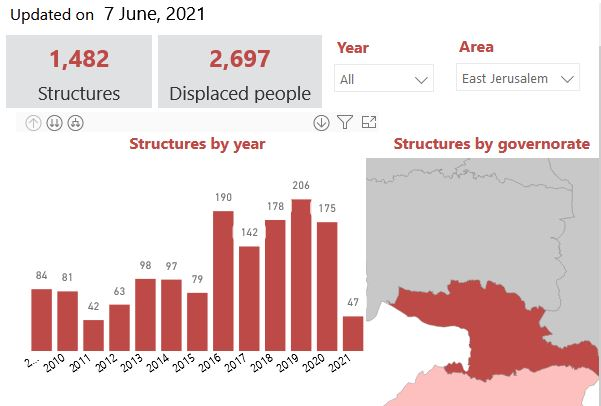
مقتطف من قاعدة بيانات مكتب تنسيق الشؤون الإنسانية حول عمليات الهدم في القدس الشرقية.

التهجير الفلسطيني في القدس الشرقية هي عمليات نقل وتهجير السكان الفلسطينيين من المدينة بسبب السياسات الإسرائيلية الهادفة للحصول على أغلبية ديموغرافية إسرائيلية يهودية في القدس،  استهدفت هذه السياسة العديد من العائلات الفلسطينية في القدس الشرقية بعمليات ترحيل قسري،  ووفقًا لمكتب تنسيق الشؤون الإنسانية،  فأن ما بين ثلث إلى نصف منازل القدس الشرقية معرضة لخطر الهدم، وأن نحو 100 ألف فلسطيني من سكان المدينة معرضون لخطر التهجير القسري.
وقال أرييه كينغ، نائب رئيس بلدية القدس، إن عمليات الإخلاء جزء من استراتيجية بلدية لخلق "طبقات من اليهود" في جميع أنحاء القدس الشرقية. وقد حث مكتب الأمم المتحدة لحقوق الإنسان إسرائيل على إلغاء عمليات الإخلاء في القدس الشرقية، محذرًا من أن أفعالها قد ترقى إلى جرائم حرب. وصرّح المتحدث باسم مكتب حقوق الإنسان التابع للأمم المتحدة روبرت كولفيل: "نحث إسرائيل إلى إلغاء جميع عمليات الإخلاء القسري فورًا". يحظر القانون الدولي الإنساني مصادرة الممتلكات الخاصة، وقد تُشكل إخلاء العائلات الفلسطينية جريمة حرب. وتقول منظمة هيومن رايتس ووتش إن الحكومة الإسرائيلية تنفذ سياسة "للحفاظ على هيمنة الإسرائيليين اليهود على الفلسطينيين".

## خلفية
تقليديًا كانت الأراضي مملوكة بشكل جماعي، أدى قانون إصلاح الأراضي العثماني في عام 1858، جنبًا إلى جنب مع التغلغل اللاحق للاستثمار الرأسمالي الحديث إلى تآكل الكثير من حقوق ملكية للأراضي. وزادت وتيرة التغيير عندما أصبحت بريطانيا القوة الانتدابية في فلسطين. تعهد وعد بلفور في 1917 بضمان إنشاء وطن قومي لليهود، ومع مرور قانون نقل الأراضي في عام 1921، الذي قطع الرابط المعتاد بين إشغال الأرض وملكيتها، بدأت المنظمة الصهيونية العالمية من خلال الصندوق القومي اليهودي والوكالة اليهودية لإسرائيل (1929)، في شراء الأراضي خاصة من رجال الأعمال اللبنانيين والسوريين والمصريين الغائبين، مع إمكانية طرد المستأجرين أو الشاغلين منها. وبحلول عام 1930 كان حوالي 10% من السكان الريفيين في البلاد مستأجرين مما جعلهم أكثر عرضة للطرد.
في عام 1948، فقد الفلسطينيون حوالي 7,000,000 دونم من الممتلكات التي أُعيد تعريفها بأنها أراضٍ إسرائيلية،  حيث نزح نحو 750 ألف شخص من منازلهم، وتم إفراغ حوالي 400 قرية وبلدة فلسطينية في المناطق التي وقعت تحت السيطرة الإسرائيلية. ففي القدس الغربية نزح أغلبية المجتمع الفلسطيني الثري البالغ عددهم حوالي 28 ألف شخص، طوعًا أو كراهية، وقد نُهبت ممتلكاتهم واستولى عليها اليهود حيث وزعت عليهم. في الوقت نفسه، بناءً على نصيحة العصابات الصهيونية الهاجاناه وبتوصية لاحقة من السلطات البريطانية، تم إخلاء مجتمعين صغيرين من اليهود من الشيخ جراح، وحصلوا على تعويضات من منازل الفلسطينيين في القدس الغربية. تم احتلال نحو 10 ألف منزل فلسطيني مفروش بالكامل في الجزء الغربي من القدس ومُنع أصحابها الأصليين والفلسطينيين من الاستفادة من ممتلكاتهم الواقعة في أجزاء أخرى من فلسطين الانتدابية وما بعد الانتداب.
في عام 1970 أصدرت إسرائيل قانونًا يسمح لليهود باستعادة الممتلكات التي كانت تخصهم في القدس الشرقية، على الرغم من أنهم سبق أن تلقوا تعويضًا بممتلكات تمت صادرتها من الفلسطينيين. وقد أشار العديد من المراقبين إلى هذا التباين غير المتوازن. هذا القانون غير موجود في باقي الضفة الغربية، حيث قررت الحكومة الإسرائيلية أنه سيسبب توترًا، ويشكل خطرا على النظام العام، وسيؤدي إلى طلبات مماثلة وأكثر عددًا من قبل الفلسطينيين في الضفة الغربية لاسترداد ممتلكاتهم.

## الجدول الزمني
في 8 يونيو 2021، حث الأمين العام للأمم المتحدة أنطونيو غوتيريش السلطات الإسرائيلية على وقف هدم الممتلكات الفلسطينية في القدس الشرقية المحتلة.
في 30 يونيو 2021، صرح المتحدث باسم وزارة الخارجية الأمريكية قائلاً "نعتقد أنه من المهم الامتناع عن أي إجراءات قد تزيد من التوتر وتجعل التوصل إلى اتفاقات دبلوماسية أكثر صعوبة، وينطبق هذا أيضًا على هدم المنازل".
في 5 يوليو 2021، أصدر الاتحاد الأوروبي بيانًا بشأن التطورات في سلوان والشيخ جراح قال فيه إن "سياسة الاستيطان الإسرائيلية غير قانونية بموجب القانون الدولي" وأن "الإجراءات الأحادية التي تتخذ في هذا السياق، مثل التهجير القسري والإخلاء وهدم المنازل ومصادرتها، ستزيد من التوتر في بيئة مشحونة بالفعل وتؤدي إلى المزيد من العنف والمعاناة الإنسانية. يجب على السلطات الإسرائيلية وقف هذه الأنشطة فورًا وتوفير التصاريح الكافية للبناء القانوني وتطوير المجتمعات الفلسطينية".
تحدثت الدكتورة يوديث أوبنهايمر، المديرة التنفيذية لمنظمة إير أميم،  في 28 يوليو 2021 إلى مجلس الأمن التابع للأمم المتحدة عن تهجير المجتمعات الفلسطينية في الشيخ جراح وبطن الهوى والبستان في سلوان والولجة.
في 30 أغسطس 2021، قدم المنسق الخاص الخاص "تور وينيسلاند" إحاطة لمجلس الأمن قائلاً "أحث إسرائيل على وقف هدم واستيلاء الممتلكات الفلسطينية في جميع أنحاء الضفة الغربية المحتلة، بما في ذلك القدس الشرقية، وفقًا لالتزاماتها بموجب القانون الإنساني الدولي".
وفي الأسبوع المنتهي في 15 أكتوبر 2021، تم تقديم مستوطنات مخطط لها في غفعات همتوس ومخطط إي 1 وأتاروت وهارحوما، وهي خُطط لمستوطنات صهيونية أعلنت عنها حكومة نتنياهو في فبراير 2020 بعد سنوات من التجميد بسبب اعتراضات دولية. وبحسب "عير عميم" فإن الخطط تهدف إلى التحديد المسبق لنتيجة أي حل سياسي تفاوضي. وقالت وزارة الخارجية الأمريكية إنها بصدد صياغة رد.
في يناير 2022، قررت إسرائيل تأجيل النقاش إلى أجل غير مسمى حول مخطط إي 1. وفي 20 يناير 2022 حثت فرنسا وألمانيا وإيطاليا وإسبانيا - في بيان مشترك - السلطات الإسرائيلية على وقف أعمال البناء الجديدة في القدس الشرقية، وأشاروا إلى أن مئات المباني الجديدة "تشكل عقبة إضافية أمام حل الدولتين"، وستزيد من فصل الضفة الغربية المحتلة عن القدس الشرقية. وأشار المتحدث باسم الاتحاد الأوروبي بيتر ستانو إلى قرار بلدية القدس لبناء "أكثر من 1,450 وحدة سكنية استيطانية" من شأنه أن "يقوض إمكانية أن تكون القدس عاصمة مستقبلية للدولتين". وأشار منسق الأمم المتحدة الخاص لعملية السلام في الشرق الأوسط تور وينيسلاند إلى أربعة خطط بناء قيد التنفيذ وقال إن "جميع المستوطنات غير قانونية بموجب القانون الدولي وتشكل عقبة كبيرة أمام التحقيق بالسلام".

## المتنزهات والمستوطنات الوطنية
استُخدم إنشاء المستوطنات الإسرائيلية في الأحياء الفلسطينية واستصلاح الأراضي لأغراض الطرق والحفريات الأثرية والمشاريع السياحية والحدائق الوطنية منذ أواخر الثمانينيات لزيادة الوجود الإسرائيلي في القدس الشرقية. يحكم الأمر العسكري الإسرائيلي (رقم 363) المُتعلق بحماية الطبيعة في يهودا والسامرة، استخدام المناطق المصنفة كمحميات طبيعية، وذلك استنادًا إلى قوانين إسرائيلية مماثلة. وفقاً لتقرير رؤساء بعثات الاتحاد الأوروبي فإن "القدس الشرقية هي المكان الوحيد الذي يتم فيه إعلان الحدائق الوطنية الإسرائيلية على أحياء مأهولة".

## القانون الدولي
يعتبر المجتمع الدولي القدس الشرقية أرضاً فلسطينية محتلة تحت الاحتلال الإسرائيلي. حيث ضمت إسرائيل المنطقة فعليًا واعتبرتها جزءًا من عاصمتها، على الرغم من رفض المجتمع الدولي لهذه الخطوة بقرار مجلس الأمن التابع للأمم المتحدة رقم 478. دعت مفوضية الأمم المتحدة السامية لحقوق الإنسان إسرائيل إلى وقف جميع عمليات الإخلاء القسري للفلسطينيين من الشيخ جراح، مشيرة إلى أنه في حالة تنفيذ طرد الفلسطينيين، فإن ذلك سيكون إنتهاكًا لمسؤوليات إسرائيل بموجب القانون الدولي الذي يحظر نقل المدنيين إلى أو من الأراضي المحتلة بواسطة القوة القائمة بالاحتلال. وصرح المتحدث باسم المفوضية السامية لحقوق الإنسان إن عمليات الإخلاء هذه قد تشكل "جريمة حرب". وانتقدت منظمات حقوق الإنسان الجهود الإسرائيلية لإخلاء الفلسطينيين من الشيخ جراح، حيث أصدرت منظمة هيومن رايتس ووتش بياناً تقول فيه إن الحقوق المتفاوتة بين السكان الفلسطينيين واليهود في القدس الشرقية "تؤكد واقع التمييز العنصري الذي يواجهه الفلسطينيون في القدس الشرقية". وتُقدر منظمات حقوق الإنسان الإسرائيلية أن أكثر من ألف عائلة فلسطينية معرضة لخطر الإخلاء في القدس الشرقية.
يعتبر الاتحاد الأوروبي أن إسرائيل تسعى "بنشاط إلى ضم القدس الشرقية بشكل غير قانوني". ووفقًا للاتحاد الأوروبي تزيد الإجراءات الإسرائيلية من وجود الإسرائيليين اليهود في القدس الشرقية وتضعف المجتمع الفلسطيني في المدينة. وأعرب عن مخاوفه بشأن هدم المنازل في القدس الشرقية باستخدام القنوات الدبلوماسية. وأعتبر أن الهدم "غير قانوني بموجب القانون الدولي، ولا تخدم هدفًا واضحًا، وله آثار إنسانية خطيرة، ويساهم في زيادة الحقد والتطرف". ويضيف أن اتفاقية جنيف الرابعة تمنع القوة القائمة بالاحتلال من توسيع نطاق سلطتها القضائية لتشمل الأراضي المحتلة، مثل القدس الشرقية، التي يراها الفلسطينيون عاصمة دولتهم المستقبلية. أبلغ المبعوثون الأوروبيون في الشرق الأوسط بروكسل بأن سياسات إسرائيل المختلفة تؤدي إلى "تقويض الوجود الفلسطيني بشكل منهجي" في القدس. ووفقًا للمملكة المتحدة، "تعد محاولات إسرائيل لتغيير طابع أو ديموغرافية القدس الشرقية غير مقبولة ومستفزة للغاية".
صرح ريتشارد فالك، المقرر الخاص للأمم المتحدة المعني بالأراضي الفلسطينية المُحتلة في عام 2011 بالتالي: "أن النمط المستمر للتوسع الاستيطاني في القدس الشرقية إلى جانب الإخلاء القسري للفلسطينيين المقيمين لفترة طويلة يخلق وضعًا لا يُطاق، ويمكن وصفه بالتأثير التراكمي له على أنها شكل من أشكال التطهير العرقي". وأضاف إن تصرفات إسرائيل تكشف عن تمييز منهجي ضد الفلسطينيين المقيمين في المدينة، وأوصى محكمة العدل الدولية بتقييم الادعاءات بأن الاحتلال الإسرائيلي للضفة الغربية، بما في ذلك القدس الشرقية، ينطوي على عناصر الفصل العنصري والتطهير العرقي.
ووفقًا لتقرير لمنظمة هيومن رايتس ووتش في أبريل 2021، "بالإضافة إلى الاستيلاء الرسمي على الأراضي، تمكن التشريعات والسياسات التمييزية المستوطنين ومؤسسات المستوطنين من الاستيلاء على منازل الفلسطينيين وطرد أصحاب الأراضي الفلسطينيين، وتمليك ممتلكاتهم إلى اليهود في أحياء القدس الشرقية".

## منظمات المستوطنين
في التسعينيات والعقد الأول من القرن الحادي والعشرين، أصبحت الأعمال الخيرية الأمريكية أكثر حزبية، حيث تبرعت لمنظمات المستوطنين والمانحين الذين تم تجنيدهم للاستيلاء على الممتلكات ومنحها لليهود في المناطق العربية من القدس الشرقية. 

## عمليات الهدم

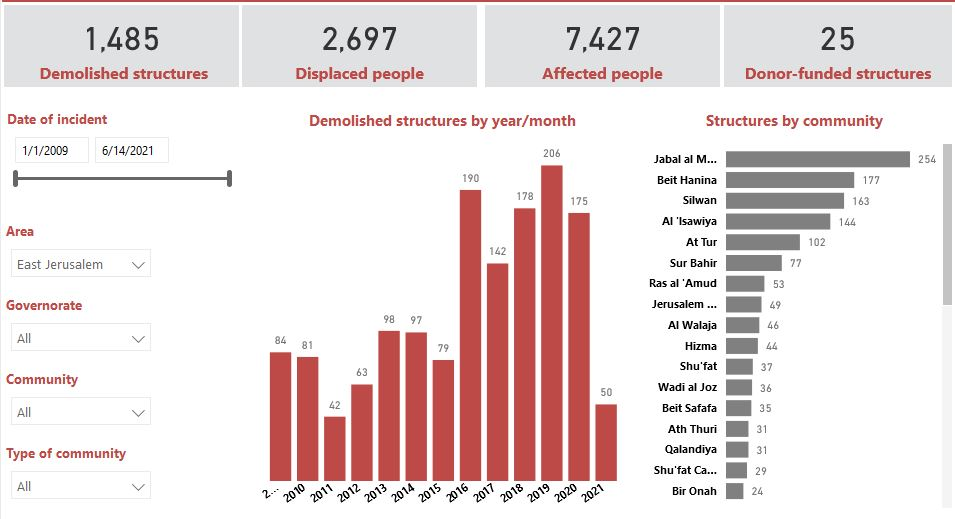
تفصيل عمليات الهدم في القدس الشرقية حسب المنطقة

وثق مكتب تنسيق الشؤون الإنسانية خلال عام 2018 عمليات هدم أو مصادرة 460 مبنى يملكه فلسطينيون في الضفة الغربية،  وفي سبتمبر 2019، هدمت السلطات الإسرائيلية أو صادرت 47 مبنى مملوكًا للفلسطينيين، وشردت 36 شخصًا، بينهم 16 طفلًا.
في عام 2020، تم تسجيل 170 حالة هدم في القدس الشرقية، وهو أعلى عدد لحالات الهدم بعد عام 2016 منذ بدء تسجيلها من قبل الأمم المتحدة في عام 2009. يُلاحظ أن هذه الأرقام تعكس الهدم القسري للممتلكات الفلسطينية في القدس الشرقية وتعزز المخاوف المتزايدة بشأن حقوق الإنسان والظروف المعيشية للفلسطينيين في المدينة.
في شهر فبراير 2021 طالت عمليات الهدم والمصادرة الإسرائيلية 153 مبنى مملوكًا لفلسطينيين في جميع أنحاء الضفة الغربية، بما في ذلك القدس الشرقية. وأدت أحداث هذا الشهر إلى تهجير 305 شخص، من بينهم 172 طفلًا، وأثرت على سبل عيش 435 آخرين.
وبحسب حركة السلام الآن، فإن نحو 20 ألف منزل فلسطيني مهددة بالهدم لأن أصحابها بنوها دون الحصول على تصريح بناء، والذي غالبًا ما ترفض السلطات الإسرائيلية منحه للفلسطينيين.
شهد العام 2021 أعلى عدد من المباني التي هدمت أو صودرت وكذلك الأشخاص المُهجرين في الضفة الغربية منذ خمس سنوات. حيث هدمت أو صادرت السلطات الإسرائيلية ما مجموعة 901 مبنى بحجة عدم وجود تصريح بناء.
خلال الأشهر الأحد عشر الأولى من عام 2022، تم هدم أو مصادرة 851 مبنى، وهُجر 966 شخصًا، وشهد المتوسط الشهري للمباني المهدومة أو المصادرة والأشخاص المُهجَّرين زيادة طفيفة بلغت 1 بالمائة مقارنةً بالمتوسط الشهري في عام 2021. وفي نوفمبر 2022 وحده هدمت وصادرت السلطات الإسرائيلية 123 مبنى مملوك للفلسطينيين، هُدمت ستة مبانٍ بتمويل من المانحين في نوفمبر 2022، وصدر أمر بهدم مبنى آخر. وكانت نصف المباني المهدومة تدعم سبل عيش أصحابها في الأعمال الزراعية والرعوية والتجارية. حتى 27 ديسمبر 2022 وصلت نسبة المباني التي تم هدمها أو إغلاقها في القدس الشرقية بعد أوامر الهدم إلى 53 بالمائة، بعد أن كانت تلك النسبة 27 بالمائة خلال الخمس سنوات الماضية.

## عمليات التهجير

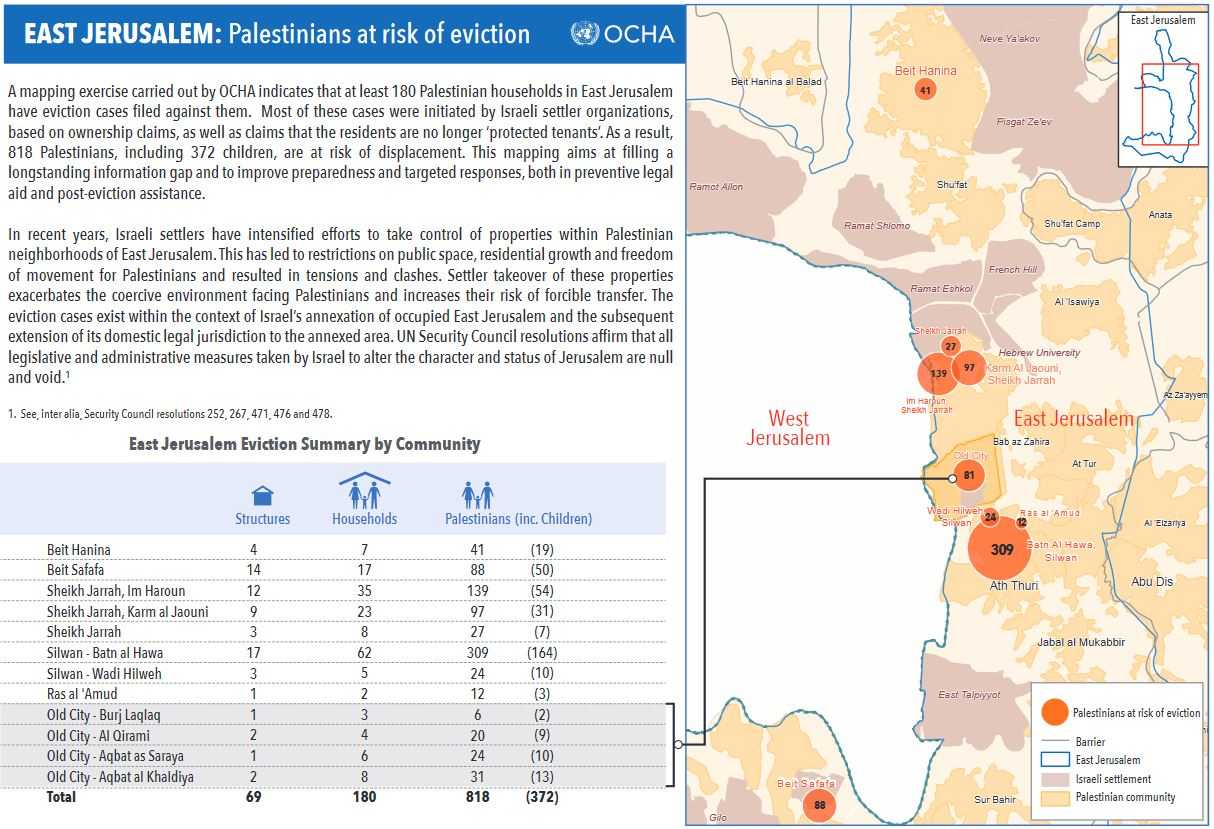
تحليل مكتب الأمم المتحدة لتنسيق الشؤون الإنسانية للفلسطينيين المعرضين لخطر الإخلاء في القدس الشرقية في 2016.

وفقًا لتحليل مكتب الأمم المتحدة لتنسيق الشؤون الإنسانية في 29 مايو 2021،  فإن 218 عائلة فلسطينية (بإجمالي 970 شخص) في القدس الشرقية مهددين بحالات الإخلاء، ومن بين هذه الحالات، إضافة إلى 8 أسر في حي الشيخ جراح (بإجمالي 75 شخصًا)، و7 أسر في حي بطن الهوى في منطقة سلوان (بإجمالي 44 شخصًا). ويصف الفلسطينيون محاولات الإخلاء بـ "التطهير العرقي".

## أنظر أيضا
- الاشتباكات الإسرائيلية الفلسطينية 2021
- تهجير الفلسطينيين 1948

## وصلات خارجية
- "التهجير وحق العودة / مركز الأبحاث". www.prc.ps. 06 مايو 2018. مؤرشف من الأصل في 2023-04-06. اطلع عليه بتاريخ 2023-05-23.
- "تهجير الفلسطينيين في الشيخ جراح والنقب: إمعان في تنفيذ مشروع التهجير والفصل العنصري والاستعمار". بديل المركز الفلسطيني لمصادر حقوق المواطنة واللاجئين. مؤرشف من الأصل في 2022-11-12. اطلع عليه بتاريخ 2023-05-23.